# Herb Chambers
Howard G. "Herb" Chambers, född 15 november 1940, är en amerikansk företagsledare som är ägare, styrelseordförande och president för återförsäljarföretaget The Herb Chambers Companies. Innan han blev affärsman tjänstgjorde han i USA:s flotta som flygplanselektriker mellan 1959 och 1963.
Den amerikanska ekonomitidskriften Forbes rankar Chambers till att vara världens 1 601:a rikaste med en förmögenhet på $1,5 miljarder för den 26 maj 2019.
Han kommer att äga en superyacht som går under arbetsnamnet Project 6505 och har också ägt andra superyachter som Excellence II (såld), Eminence (såldes till Aleksandr Chloponin) och Excellence V (såldes 2019).